# 和田神社 (神戸市)
和田神社（わだみや）とは兵庫県神戸市兵庫区和田宮通にある神社。和田宮ともいう。
祭神は天御中主大神、市杵嶋姫大神、蛭子大神。

## 由緒
太古の昔、蛭子大神が淡路島から船で本州に到着したところを「蛭子の森」という。蛭子の森は、現在の神社より西南約800mのところで、元々の神社の場所である。平清盛が承安3年(1173年)、市杵嶋姫大神を勧請した。万治元年(1658年)、天御中主大神の坐す神輿が流れ着き、種々の神異をあらわし、それを知った当時の尼崎城主が天御中主大神を主神にして社殿を造営し、和田の明神というようになった。明治34年（1902年）、造船所の建設のため現在地に遷座した。

## 摂末社
宮比社（みやびしゃ）
大山祇神、大地主神、大黒天、毘沙門天、福禄寿、寿老人、布袋
秋葉神社
佐田比古神、忌火産靈神、天宇受賣命、大宮能咩神
高倉稲荷神社
倉稲魂神、猿田彦命、大宮女命

## 交通
- 神戸市営地下鉄海岸線、JR和田岬線　和田岬駅　北へ徒歩2分
- 神戸市バス3系統　和田岬バス停　西へ徒歩2分